# آيت بن اعمر ريبعة (لمهطميين)
آيت بن اعمر ريبعة هو دُوَّار يقع بجماعة سيدي علال البحراوي، إقليم الخميسات، جهة الرباط سلا القنيطرة في المملكة المغربية. ينتمي الدوّار لمشيخة لمهطميين التي تضم 9 دواوير. يقدر عدد سكانه بـ 68 نسمة حسب الإحصاء الرسمي للسكان والسكنى لسنة 2004.

## وصلات خارجية
- البوابة الوطنية للجماعات الترابية
- المندوبية السامية للتخطيط